# Diplomonadida
Diplomonadida é uma ordem de protozoários da classe Trepomonadea.